# Phalangium licenti
Phalangium licenti is een hooiwagen uit de familie echte hooiwagens (Phalangiidae).